# Wheels (Lied)
Wheels (deutsch ‚Räder‘) ist ein ursprünglich instrumentales Musikstück aus dem Bereich der Popmusik. Komponist ist der US-Amerikaner Norman Petty. Durch eine Verwechslung der Plattenfirma wurden zum Teil auch die Mitglieder der Band String-A-Longs Jimmy Torres und Richard Stephens als Autoren genannt. In der Version mit den String-A-Longs erreichte Wheels in den USA Platz drei in den Charts. Mit Billy Vaughn wurde der Titel in Deutschland zu einem Nummer-eins-Hit. 

## Entstehung
Die Vorgeschichte des Stücks Wheels verlief in chaotischen Bahnen. Beteiligt war die Rock-’n’-Roll-Band The Leen Teens sowie der Musikproduzent Norman Petty. 1960 hatten die Bandmitglieder Jimmy Torres und Richard Stephens ein Musikstück komponiert, dem sie den Titel Tell The World gaben. Er sollte von Norman Petty in dessen Studio produziert werden, doch kurz davor musste der Frontsänger Keith McCormack wegen stimmlicher Schwierigkeiten passen. Daraufhin hatte Petty die Idee, mit dem Rest der Gruppe, die er kurzerhand in String-A-Long umbenannt hatte, Tell The World als Instrumental zu produzieren. Als A-Seite für die geplante Single wurde Pettys Komposition namens Wheels ausgewählt, während auf der B-Seite der Titel Tell The World erscheinen sollte. 
Für die Veröffentlichung der Single konnte die Plattenfirma Warwick Records gewonnen werden. Dieser unterlief während der Endfertigung ein Fehler, bei dem die beiden Musikstücke verwechselt wurden, sodass auf der im Dezember 1960 herausgebrachten Single Nr. 603 Tell The World zu Wheels wurde, während Pettys Komposition als Tell The World erschien. Um den Irrtum zu berichtigen, wurde eine neue Nr. 603 gepresst, nun mit einem neuen Titel auf der B-Seite (Am I Asking Too Much?). Auf der A-Seite erschien nun die Originalversion von Wheels, aber weiterhin mit der falschen Autorenangabe Torres-Stephens. 
Der wirkliche Torres-Stephens-Titel Tell The World erschien auf der neuen Single Nr. 606, aber auch hier wurde mit Norman Petty der Komponist falsch angegeben. Dieses Durcheinander setzte sich später auch bei weiteren Veröffentlichung von Wheels fort. Während das Label London in Großbritannien die String-a-Long-Version Petty zuschrieb, nannte London-Deutschland wieder Torres-Stephens als Autoren. Bei der Billy-Vaughn-Version wurden in den USA (Label Dot) ebenfalls Torres-Stephens genannt, in Deutschland gab London Petty als Komponisten an. 1964 einigten sich alle drei Autoren in der Weise, die Tantiemen für Wheels gleichmäßig unter sich aufzuteilen.

## Erfolge
Dieser Kompromiss war dringend notwendig geworden, da sich Wheels zuvor zu einem Welterfolg entwickelt hatte. In den USA kamen sowohl die String-A-Longs als auch Billy Vaughn mit Wheels in die Hot 100 des führenden Musikmagazins Billbord. Die Plattenkäufer entschieden sich mehrheitlich für die String-A-Longs, die bis zum dritten Platz aufstiegen und insgesamt 16 Wochen lang notiert waren. Ihre Version wurde millionenfach verkauft und mit der Goldenen Schallplatte ausgezeichnet. Billy Vaughns Version war acht Wochen in den Hot 100, erreichte aber nur Platz 28. Im Ausland waren die Erfolge gleichmäßiger verteilt: Die String-A-Longs kamen in den Niederlanden auf Platz eins und erreichten in Kanada den zweiten sowie in Großbritannien Rang elf. Billy Vaughn hatte in Deutschland seinen größten Erfolg, wo seine Wheels-Version zu einem Nummer-eins-Hit wurde und auch dort mit der Goldenen Schallplatte ausgezeichnet wurde. Die Single zählt mit über einer Million verkaufte Einheiten zu den meistverkauften Singles in Deutschland und wurde zum dritten Millionsellter nach Sail Along, Silv’ry Moon und La Paloma für Vaughn in Deutschland. Auch in Italien kam Billy Vaughn auf Platz eins der Hitlisten.

## Weitere Coverversionen
Angesichts der Erfolge der String-A-Longs und von Billy Vaughn kamen bald nach deren Veröffentlichungen international Singles mit Coverversionen auf den Markt. In Deutschland gab es Aufnahmen mit Jörgen Ingmann, den Playboys und dem Hubert-Wolf-Sextett. Letztere, veröffentlicht vom Billiglabel Bella Musica, erzielte beim damals einzigen deutschsprachigen Musiksender Radio Luxemburg einen großen Erfolg. Begünstigt dadurch, dass Anfang der 1960er Jahre in der dortigen Hitparade nur Aufnahmen von Interpreten aus dem deutschsprachigen Bereich vorgestellt wurden, kam Wheels nur in der Hubert-Wolf-Version zur Auswahl. Der Titel lag 1961 zehn Wochen lang auf dem ersten Platz. Die deutsche Musikfachzeitschrift Musikmarkt nahm Hubert Wolf nicht zur Kenntnis, listete dafür aber die Version der Playboys auf (Platz 19). In der DDR erschien Wheels mit dem Gitarristen Dieter Resch auf dem Label Amiga. In Großbritannien wurden zwei Coverversionen mit Bud Ashton und Joe Loss bekannt. Joe Loss’ Cha-Cha-Version kam im New Musical Express auf Rang 19. 
Der US-amerikanische Gitarrist Leo Kottke veröffentlichte 1975 auf seinem Album Chewing Pine eine auf einer 12-saitigen Gitarre gespielte Version des Stücks.
Neben den Instrumentalversionen gab es in Europa auch Textversionen. In Deutschland versah Peter Kaegbein (Drei weiße Birken) Wheels mit einem Text, den er mit der Titelzeile „Vier Schimmel, ein Wagen“ versah. Diese gesungene Version wurde von Peter Steffen, den Continentals, den Vagabunden und dem Trio Kolenka veröffentlicht. Durchsetzen konnte sich nur das Trio Kolenka, das im Musikmarkt mit Platz vier bewertet wurde. Jean Dréjac sorgte mit Dans le cœur de ma blonde für einen französischen Text, der unter anderem von Georges Guétary und Marcel Amont gesungen wurde.

## Single-Diskografie

### Instrumental
| Interpret           | Katalog-Nr.    | angegeb. Komponist | veröffentlicht |
| ------------------- | -------------- | ------------------ | -------------- |
| String-A-Longs      | Warwick 603    | Torres/Stephens    | USA 12/1960    |
| Billy Vaughn        | Dot 16174      | Torres/Stephens    | USA 12/1960    |
| String-A-Longs      | London 9278    | Petty              | UK 2/1961      |
| String-A-Longs      | London 20382   | Torres/Stephens    | D 3/1961       |
| String-A-Longs      | London NL 9278 | Petty              | NL 4/1961      |
| Bud Ashton          | Embassy 436    | Petty              | UK 1961        |
| Joe Loss            | HMV 8725       | Petty              | UK 11/1961     |
| Jörgen Ingmann      | Metronome 1474 | Petty              | D 3/1961       |
| Playboys            | Polydor 24 494 | Torres/Stephens    | D 3/1961       |
| Hubert-Wolf-Sextett | Bella Musica   |                    | D 4/1961       |
| Dieter Resch        | Amiga 50253    | Petty              | DDR 1961       |

### Vokal
| Titel                     | Interpret        | Katalog-Nr.     | veröffentlicht |
| ------------------------- | ---------------- | --------------- | -------------- |
| Vier Schimmel, ein Wagen  | Peter Steffen    | Polydor 24 530  | D 5/1961       |
| Vier Schimmel, ein Wagen  | Trio Kolenka     | Philips 345 299 | D 5/1961       |
| Hüh-A-Hoh                 | Die Continentals | Decca 19 211    | D 6/1961       |
| Vier Schimmel, ein Wagen  | Die Vagabunden   | Columbia 21 885 | D 6/1961       |
| Dans le cœur de ma blonde | Marcel Amont     | Polydor 66 574  | F 1962         |